# Лејтонсвил (Мериленд)
Лејтонсвил (енгл. Laytonsville) град је у америчкој савезној држави Мериленд.

## Демографија
По попису из 2010. године број становника је 353, што је 76 (27,4%) становника више него 2000. године.
| Група             | 2000.       | 2010.       |
| Белци             | 249 (89,9%) | 289 (81,9%) |
| Афроамериканци    | 19 (6,9%)   | 24 (6,8%)   |
| Азијати           | 4 (1,4%)    | 26 (7,4%)   |
| Хиспаноамериканци | 5 (1,8%)    | 4 (1,1%)    |
| Укупно            | 277         | 353         |